# Дебреве
Дебреве́ — село в Україні, у Носівській міській громаді Ніжинського району Чернігівської області. Населення становить 147 осіб. Орган місцевого самоврядування — Носівська міська рада.
На схід від села розташований ботанічний заказник — «Горішне». Розташоване на місці колишнього хутора Петрово.
Колишні назви - х. Політвідділ, х. Петрово. Указ Президії ВР УРСР від 19 червня 1945 року: Хутір Політвідділ, Лісно-Хутірської сільради, іменувати хутір Дебрево.

## Люди, пов'язані з селом
- Галуза Григорій Григорович (1918, Петрово (з 1945 - Дебреве) — 2006, Балашиха) — військовик, командир розвідувальної роти 9-ї гвардійської механізованої бригади 3-го гвардійського механізованого корпусу 1-го Прибалтійського фронту, гвардії капітан, Герой Радянського Союзу.